# Crocidura yankariensis
Crocidura yankariensis là một loài động vật có vú trong họ Chuột chù, bộ Soricomorpha. Loài này được Hutterer & Jenkins mô tả năm 1980.